# Polikarpov Ivanov
Polikarpov Ivanov là một mẫu thử máy bay cường kích cánh đơn của Liên Xô, do Polikarpov thiết kế.

## Tính năng kỹ chiến thuật
Dữ liệu lấy từ The Isprey Encyclopedia of Russian Aircraft 1875–1995
Đặc tính tổng quan
- Chiều dài: 9,4 m (30 ft 10 in)
- Sải cánh: 14,0 m (45 ft 11 in)
- Diện tích cánh: 28,07 m2 (302,1 foot vuông)
- Trọng lượng rỗng: 2.662 kg (5.869 lb)
- Trọng lượng cất cánh tối đa: 3.930 kg (8.664 lb)
- Động cơ: 1 × Shevtsov M-62 , 630 kW (840 hp)
- Cánh quạt: 2-lá

Hiệu suất bay
- Vận tốc cực đại: 425 km/h (264 mph; 229 kn) trên độ cao 3000 m (9.840 ft)

Vũ khí trang bị

- Súng: *4 × súng máy ShKAS
- 1 × ShKaS và 2 × BK
- 1 x súng máy Berezin UBT
- Bom: 400 kg (880 lb) bom trong thân và 500 kg (1.100 lb) dưới cánh